# Джессате
Джессате (італ. Gessate) — муніципалітет в Італії, у регіоні Ломбардія,  метрополійне місто Мілан.
Джессате розташоване на відстані близько 480 км на північний захід від Рима, 22 км на північний схід від Мілана.
Населення — 8902 особи (2014).
Щорічний фестиваль відбувається 15 січня. Покровитель — San Mauro.

## Демографія
Населення за роками:

Станом на 1 січня 2023 року в муніципалітеті офіційно проживало 813 іноземців з 63 країн, серед них 265 громадян країн Євросоюзу та 39 громадян України.

## Сусідні муніципалітети
- Беллінцаго-Ломбардо
- Камб'яго
- Ґорґонцола
- Інцаго
- Мазате
- Пессано-кон-Борнаго